# 機関車オリバー
『機関車オリバー（汽車のえほん24） 』（きかんしゃおりばー（きしゃのえほん24））Oliver the Western Engineは、は、低学年の児童向け絵本シリーズ「汽車のえほん」の第24巻である。

## 概要
1969年にイギリスで発行されたウィルバート・オードリー牧師執筆による汽車のえほんシリーズの第24巻。4話の短編作品を収録した低学年の児童向け絵本。挿絵はガンバー＆ピーター・エドワーズが担当。ポプラ社から1980年12月に日本語訳が出版されていたが、2004年頃絶版。2010年12月にミニ新装版が発売された。

## 収録作品
- ドナルドのあひる(Donald's Duck)
- オリバーの大しっぱい(Resource and Sagacity)
- トードの手だすけ(Toad Stands By)
- ぶくぶくバルジー(Bulgy)

## 登場キャラクター
テレビシリーズの機関車紹介と重複する解説は省略、本巻の内容で特筆すべきものを紹介。
メインキャラクター
- ダック
- オリバー - 転車台の中に落ちてしまうが、これはロンドン・ミッドランド・アンド・スコティッシュ鉄道で実際に起こった事故である。
- ドナルドとダグラス
- ゴードン

- ジェームス

- ヘンリー

サブキャラクター
- アリス
- ミラベル
- イザベル
- トード
- スクラッフィー - 所有者「S.C.RUFFEY」はscruffy（みすぼらしい）を人名風にもじった物。
- フレッド・ペラム - 橙色の無蓋貨車で、所有者「FRED PELHAM」の表示がある。P.33の挿絵に登場。一部玩具では「FRED PELHAY」と表記されている。
- リケティー（Rickety） - 薄青緑色の無蓋車。
- U･L･P - 濃桃色の有蓋車。
- バルジー - モデルはAECリージェントV。近道をしようとして陸橋に突っ込んでしまうが、これは1962年に実際に起こった事故である。また、右側面の広告には「JOIN THE ANTI-RAIL LEAGUE（反鉄道同盟に入会しよう）」、方向幕には「FREE THE ROADS（道路を解放せよ）」と描かれている。最終ページの廃車になったバルジーの左側面の広告は「BALEFUL RUST（有害な錆）」となっている。これは元々の広告「RAILWAY BUS（鉄道バス）」の韻を踏んだものだろう。